# Ögongnejs

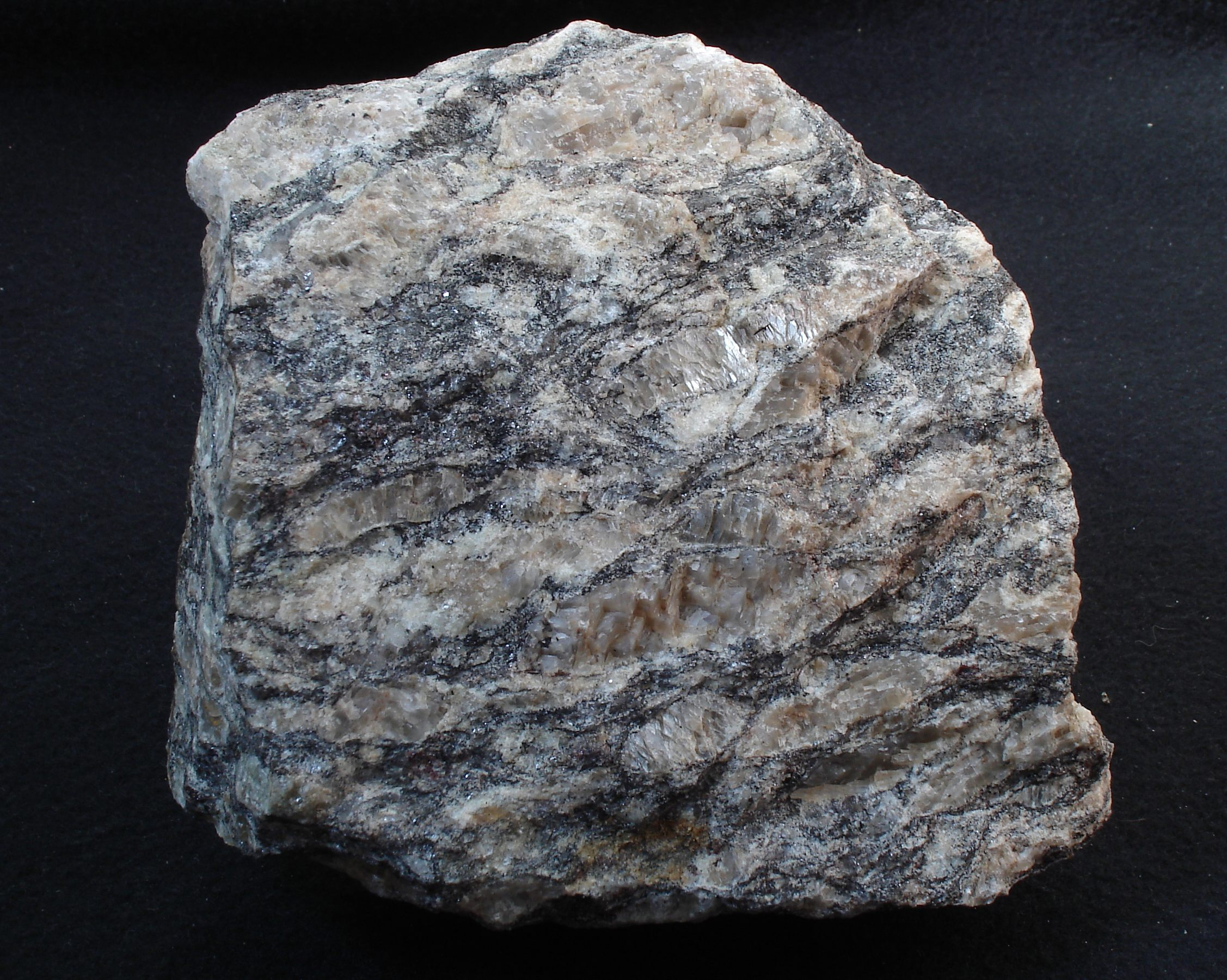
Ögongnejs

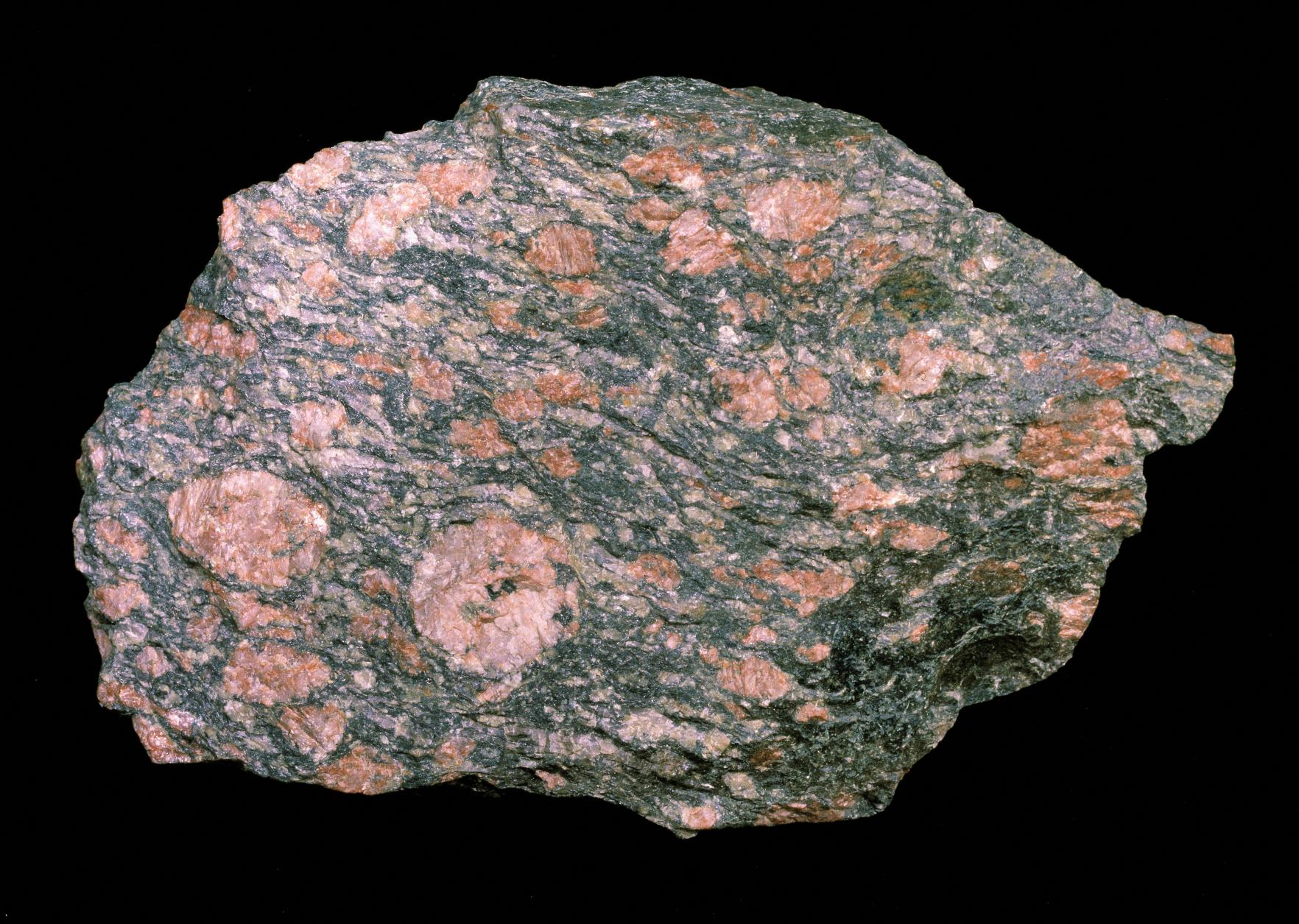
Tännäsögongnejs

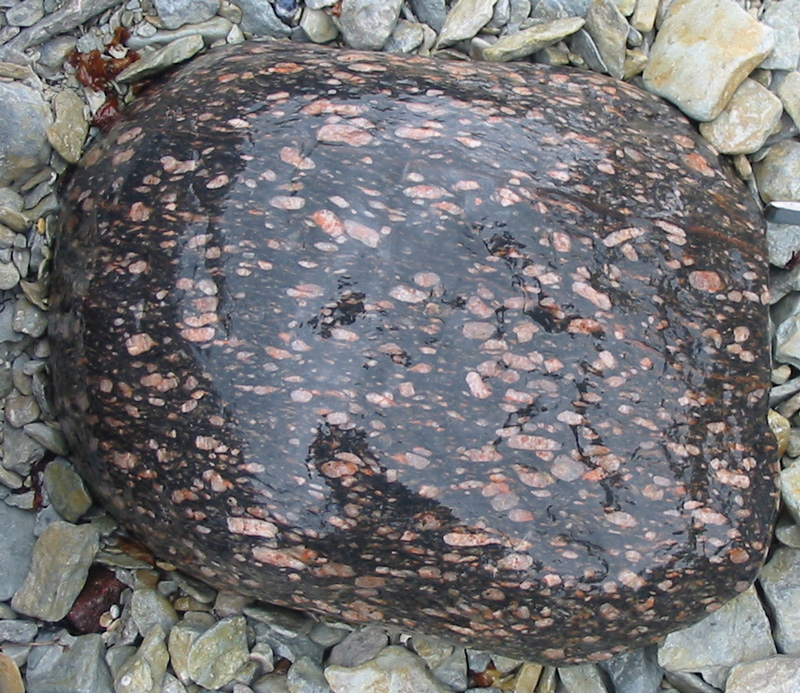
Ögongnejs från Estland

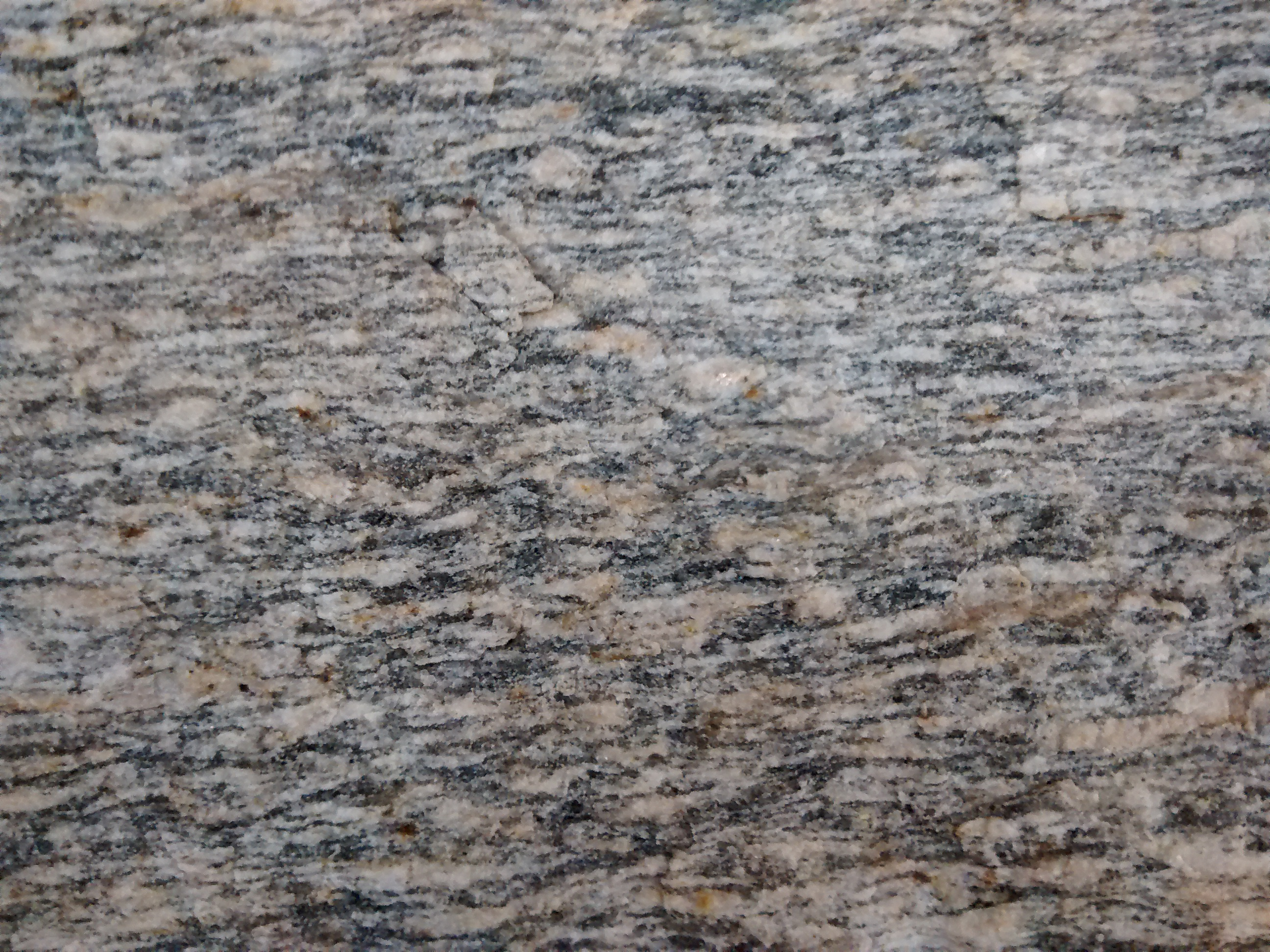
Ögongnejs från North Carolina, USA

Ögongnejs är en storkornig gnejs, som uppkommit genom metamorfos av granit, och som innehåller karaktäristiska elliptiska ögonliknande fältspatskristaller.
Ögongnejs är en variant av gnejsgranit, en förgnejsad och deformerad granit. Mineralkornen har en tydlig parallell orientering, vilken uppkommit genom riktat tryck från jordskorpan. Detta skiljer den från den mer massformiga graniten. Gnejsgraniter är oftast betydligt mer homogena än de bandade och ådriga gnejser, som bildats från sedimentära bergarter. 
Det kvarts eller fältspat som ligger insprängt har en oval form, som ögon, och har blivit större och större under bildandet, på grund av att nya mineraler kristalliserats och lagts på dem.

## Tännäsögongnejs
Tännäsögongnejs är Härjedalens landskapssten. Bergarten förgnejsades när fjällkedjan bildades för mellan 350 och 600 miljoner år sedan. Den ursprungliga graniten kan ha varit 1.780 miljoner år gammal och hörde till det svenska urberget. Vid uppbrytningen av kontinentkanten i stora skivor hamnade ögongnejsen som en skiva tillsammans med de yngre fjällbergarterna i mellersta skollberggrunden. Tännäsögongnejsen ligger i Offerdalsskollan. 
Tännäsögongnejs är en omvandlad granit och/eller granodiorit. Under omvandlingen har större strökorn av kalifältspat kunnat kristallisera och sedan valsats ut till lite mer ovala ögonliknande former. Den är rödgrå, ibland grönaktig. Dess ögon är rosa, på sina ställen röda. De kan vara runda eller avlånga.